# Моника Мигел
Моника Глория Чавес Мигел (на испански: Mónica Gloria Chávez Miguel), по-известна като Моника Мигел (на испански: Mónica Miguel), е мексиканска актриса и режисьор.

## Биография и творчество
Моника Мигел учи актьорско майсторство в Академията на Националната асоциация на актьорите. След като я завършва, заминава за Рим, Италия, където живее осем години, постигайки актьорската си зрялост. След завръщането си в Мексико в края на 70-те години участва в театралните постановки Vine, vi y mejor me fui и La maestra bebe un poco. През 80-те участва в постановките El hombre de La Mancha и Aire frío. В същото време участва и в теленовели, сред които Амалия Батиста, Изоставена, Измамата и Колко боли да мълчиш.
През 1987 г. дебютира като режисьор на диалози в теленовелата Петнадесетгодишна. Това е началото на плодотворната ѝ кариера като режисьор, сътрудничейки си главно с продуцентката Карла Естрада, в чиито продукции е режисьор на сцена в локация, като Ничия любов, С лице към Слънцето, Бедни роднини, Алондра, Мария Исабел, Право на любов и други. В някои от тях взема участие и като актриса.
През 2001 г. Моника Мигел става главен режисьор на продукциите, продуцирани от Естрада, като дебютът ѝ е в теленовелата Изворът. Тази позиция заема и в Истинска любов, Пробуждане, Изпепеляваща страст и Капризи на съдбата.
През 2010 г. работи с продуцента Хосе Алберто Кастро, като режисира теленовелата Тереса.
През 2015 г. режисира теленовелата Непростимо, продуцирана от Салвадор Мехия.
Актьорската ѝ кариера е също толкова обширна, първата теленовела, в която участва, е През мъглата от 1973 г. Оттогава Моника Мигел участва в редица теленовели, давайки живот на скромни героини или на персонажи, свързани с коренното население, като се има предвид на Наярит.
През 2018 г. е номинирана в категорията Най-добра актриса на наградите Ариел за участието си в игралния филм Sueño en otro idioma.
Последните ѝ продукции са биографичният сериал Силвия Пинал, пред теб (2019) и Лекари, линия на живота (2019), съответно като режисьор и актриса.
Моника Мигел е омъжена за мексиканския актьор Ное Мураяма, като бракът им продължава до 1997 г., когато той умира. В допълнение към работата си като актриса и режисьор, тя е разпространител на добра воля на наяритското изкуство, подкрепяйки артистичните и културни ценности на родния си щат.
Моника Мигел умира в утрото на 12 август 2020 г. на 81-годишна възраст.

## Филмография

### Актриса
Радионовели
- Rayo de plata (Doce Balas contra el Mal)
- Kalimán – Profanadores de Tumbas ... Нила Тагоре
- Kalimán – Las Momias de Machu-Pichu ... Пекемба
- Kalimán – La Reina de los Gorilas ... Сандра
- Kalimán – Los Samurais Mensajeros de la Muerte ... Диана Морис
- Kalimán – Más Allá del Más Allá ... Кралицата на нощта

Теленовели и сериали
- Лекари, линия на живота (2019) – Доня Инес
- Бурята (2013) – Сестра Еусебия
- Силата на съдбата (2011) – Санадора
- Капризи на съдбата (2009) – Мая Сан Хуан
- Sexo y otros secretos (2008) - Моника
- Пробуждане (2005) – Модеста
- Mujer, casos de la vida real (2001 – 2002) - различни персонажи
- Къщата на плажа (2000) - Мария Естрада
- Мария Исабел (1997) – Чона
- Любовни връзки (1995) – Чоле
- Отвъд моста (1993/94) – Амаранта
- С лице към Слънцето (1992) – Амаранта
- Ничия любов (1990/91) – Сокоро Ернандес
- Morir para vivir(1989) –
- Когато дойде любовта (1989/90) – Юлма
- Флор и Канела (1988) – Ана
- Yesenia (1987) – Трифеня
- Колко боли да мълчиш (1987) – Касимира
- Измамата (1986) – Кармен
- Изоставена (1985) – Лусия
- Амалия Батиста (1983) – Матилде
- Por amor (1982) – Рамона
- Winnetou le mescalero (1980) .... Налин Винсент
- През мъглата (1973)

Кино
- Sueño en otro idioma (2017) - Хасинта
- Más allá del muro (2011)
- Gertrudis Bocanegra (1992) – Нана
- Bajo el fuego (1983) – Лекарка
- Oficio de tinieblas (1981)
- Víbora caliente (1978) – Рамона
- La casa de Bernarda Alba (1974) – Магдалена
- Quiero la cabeza de Alfredo García (1974) – Долорес Де Ескомилия
- Orfeo 9 (1973)
- Una pistola per cento croci! (1971) – Джени
- La notte dei serpenti (1969)
- El planeta de las mujeres invasoras (1967) – Фития
- El tigre de Guanajuato (1964)

### Режисьор
- Силвия Пинал, пред теб (2019)
- Непростимо (2015)
- Бурята (2013)
- Тереса (2010/2011)
- Капризи на съдбата (2009)
- Изпепеляваща страст (2007/2008)
- Пробуждане (2005/2006)
- Истинска любов (2003)
- Изворът (2001/2002)
- Моята съдба си ти (2000)
- Къщата на плажа (2000)
- Право на любов (1998/1999)
- Мария Исабел (1997/1998)
- Все още те обичам (1996/1997)
- Любовни връзки (1995/96)
- Алондра (1995)
- Отвъд моста (1993/1994)
- Бедни роднини (1993)
- Първа част на Между живота и смъртта (1993)
- С лице към Слънцето (1992)
- Ничия любов (1990/1991)
- Когато дойде любовта (1989/1990)
- Флор и Канела (1989)
- Втора част на Любов в мълчание (1988)

### Режисьор на диалози
- Първа част на Любов в мълчание (1988)
- Петнадесетгодишна (1987/1988)

## Награди и номинации

### Награди Ариел
| Година | Категория         | Филм                 | Резултат   |
| ------ | ----------------- | -------------------- | ---------- |
| 2018   | Най-добра актриса | Sueño en otro idioma | Номинирана |

### Награди TVyNovelas
| Година | Категория          | Теленовела          | Резултат   |
| ------ | ------------------ | ------------------- | ---------- |
| 2010   | Най-добър режисьор | Капризи на съдбата  | Печели     |
| 2008   | Най-добър режисьор | Изпепеляваща страст | Номинирана |
| 2006   | Най-добър режисьор | Пробуждане          | Номинирана |
| 2002   | Най-добър режисьор | Изворът             | Печели     |
| 1999   | Най-добър режисьор | Право на любов      | Печели     |
| 1998   | Най-добър режисьор | Все още те обичам   | Печели     |
| 1996   | Най-добър режисьор | Любовни връзки      | Печели     |
| 1993   | Най-добър режисьор | С лице към Слънцето | Печели     |

### Награди ACE (Ню Йорк)
| Година             | Категория          | Теленовела          | Резултат |
| ------------------ | ------------------ | ------------------- | -------- |
| 2009               | Най-добър режисьор | Изпепеляваща страст | Печели   |
| 2012               |                    |                     |          |
| Най-добър режисьор | Тереса             | Печели              |          |
| 2004               |                    |                     |          |
| Най-добър режисьор | Истинска любов     | Печели              |          |

### Национален кръг на журналистите в Мексико (Sol de Oro)
| Година | Категория          | Теленовела     | Резултат |
| ------ | ------------------ | -------------- | -------- |
| 2004   | Най-добър режисьор | Истинска любов | Печели   |

### Califa de Oro
| Година | Категория                      | Теленовела         | Резултат |
| ------ | ------------------------------ | ------------------ | -------- |
| 2004   | Най-добър режисьор             | Истинска любов     | Печели   |
| 2009   | Най-добър режисьор на годината | Капризи на съдбата | Печели   |

### Награди Bravo
| Година | Категория               | Теленовела | Резултат |  |
| 2006   | Най-добра първа актриса | Пробуждане | Печели   |  |